# مجلس الشعب الداغستاني
مجلس الشعب الداغستاني أو البرلمان الداغستاني - هو الهيئة التشريعية لجمهورية داغستان (الروسية) بغرفة واحدة، وهو الهيئة التشريعية العليا الوحيدة والدائمة لجمهورية داغستان.
يتكون البرلمان الداغستاني من 90 عضوا ينتخبون بالاقتراع الشعبي السري المباشر لمدة خمس سنوات.
التكوين الحالي الخامس للبرلمان، تم انتخابه في يوم الانتخابات الموحدة في روسيا بتاريخ 7 فبراير 2013.

## الرؤساء
| جلسة | رئيس              | فترة الإدارة                  |
| ---- | ----------------- | ----------------------------- |
| 1    | موحو علييف        | 18 أبريل 1995 — 7 مارس 1999   |
| 2    | موحو علييف        | 30 مارس 1999 — 16 مارس 2003   |
| 3    | موحو علييف        | 3 أبريل 2003 — 20 فبراير 2006 |
| 3    | محمد سليمانوف     | 20 فبراير 2006 — 11 مارس 2007 |
| 4    | محمد سليمانوف     | 4 أبريل 2007 — 24 مارس 2010   |
| 4    | محمد سلطان محمدوف | 24 مارس 2010 — 13 مارس 2011   |
| 5    | محمد سلطان محمدوف | 31 مارس 2011 — 7 فبراير 2013  |
| 5    | خزري شخسعيدوف     | 7 فبراير 2013 — إلى الآن      |

## اللجان
- لجنة السياسات الزراعية
- لجنة الميزانية والمالية والضرائب
- لجنة القانون وسيادة القانون وبناء الدولة
- لجنة الصحة والسياسة الاجتماعية
- لجنة العلاقات القومية والشؤون الاجتماعية والدينية
- لجنة الحكم الذاتي المحلي
- لجنة التعليم والثقافة والعلوم
- لجنة البناء والإسكان والخدمات المجتمعية
- لجنة البيئة والموارد الطبيعية
- لجنة السياسات الاقتصادية